# پادشاهی تاهیتی
پادشاهی تاهیتی یک پادشاهی پلینزیایی بود که توسط رئیس پوماره یکم تأسیس شد، وی با کمک مبلغان و بازرگانان بریتانیایی و تسلیحات اروپایی، جزایر تاهیتی، موئورئا، تتی‌آروآ و مهتی‌آ را متحد نمود. پادشاهی در نهایت توآموتو و جزایر آسترل (راپا ایتی، روروتو، ریماتارا، توبوآی، رایووا) را ضمیمه خود کرد.
. حکمرانان این پادشاهی پس از غسل تعمید پوماره دوم مسیحی بودند. ظهور و به رسمیت شناختن تدریجی این پادشاهی توسط اروپایی‌ها به تاهیتی اجازه داد تا از استعمار برنامه‌ریزی شده اسپانیایی و همچنین سایر ادعاهای سایر اروپایی بر جزایر رها بماند.
این پادشاهی در کنار رایاتئا، هواهین، بورا بورا، هاوایی، ساموآ، تونگا، راروتونگا و نیووی از چندحکومت مستقل پلی‌نزیایی در اقیانوسیه، در قرن نوزدهم بودند. این پادشاهی به خاطر ایجاد دوره ای از صلح و شکوفایی فرهنگی و ثبات اقتصادی به جزایر در دوران سلطنت حکمرانان پنجگانه تاهیتی شهرت دارد. تاهیتی و مناطق وابسته به آن در سال ۱۸۴۲ به حکومتی تحت الحمایه فرانسه تبدیل شدند و در سال ۱۸۸۰ پس از متقاعد شدن پوماره پنجم به واگذاری تاهیتی و متصرفات آن به فرانسه، تا حد زیادی به عنوان مستعمره فرانسه ضمیمه شدند، بنابراین سلطنت اندکی پس از الحاق لغو شد، اگرچه هنوز مدعیان تاج‌وتخت وجود دارند.

## تاریخچه

### سالهای آغازین

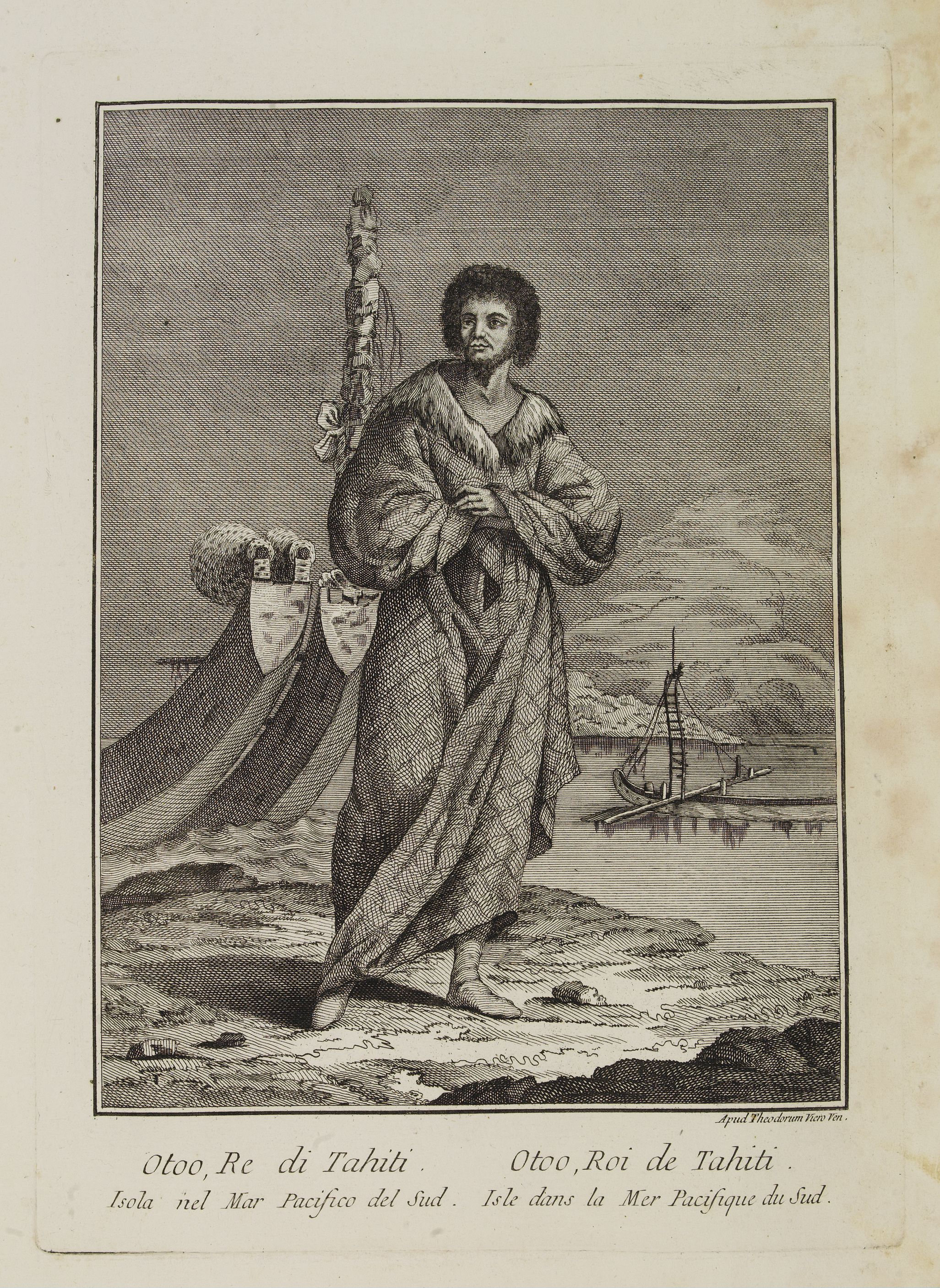
پوماره یکم، بنیانگذار دودمان پوماره و پادشاهی تاهیتی

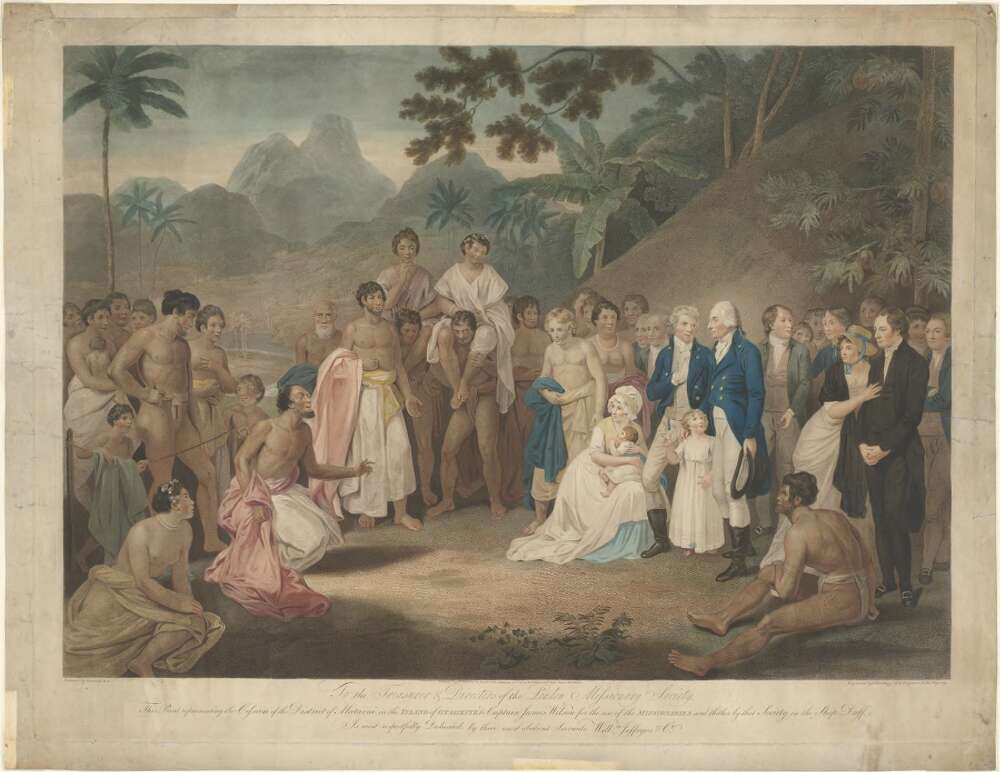
واگذاری ناحیه ماتاوای در تاهیتی به ناخدا جیمز ویلسون برای استفاده از آن توسط مبلغان مذهبی اعزام شده با
کشتی داف

پوماره یکم در پاره در حدود سال ۱۷۴۳ به دنیا آمد او دومین فرزند پسر تِئووتونوائه آییته ئه آتوآ 
(به تاهیتیایی: Teu Tunuieaiteatua) و همسرش تتوپایا-ایی- هائویری 
(به تاهیتیایی: Tetupaia-i-Hauiri) بود.
در ابتدا تحت نیابت پدرش حکومت نموده و پس از مرگ پدرش به عنوان آری ائی راهی پوریونوئو 
(به تاهیتیایی: Ariʻi-rahi of Porionuʻu)در ۲۳ نوامبر ۱۸۰۲ رسماً به حکومت رسید.
نفوذ اروپاییان در تاهیتی از دوره دوره پوماره یکم آغاز شد.
تلاش‌های اسپانیایی‌های برای مستعمره سازی تاهیتی در سال ۱۷۷۴، توسط بریتانیایی‌ها با اسکان سی نفر از مبلغین مذهبی که در سال ۱۷۹۷ باکشتی داف، به تاهیتی مسافرت نموند، دنبال شد. این مبلغین با وجود دوستی با که با پوماره یکم داشتند (که تا سال ۱۸۰۵ در قید حیات بود)، مشکلات زیادی نیز با وی داشتند، و با به حکومت رسیدن پوماره دوم، ایشان تاهیتی را رها نموده و به آیمئو و در نهایت به نیو ساوت ولز گریختند، و در سال ۱۸۱۲، در زمانی که پوماره دوم، باورهای محلی را به کنار گذاشته و به مسیحیت گروید، به تاهیتی بازگشتند.
پوماره حکمرانی خان‌سالار در تاهیتی بود که دارای روابط خوبی با بریتانیایی‌ها بود. ناخدایان بریتانیایی که به تاهیتی رسیدند ادعای وی را برای اعمال هژمونی بر تاهیتی پذیرفتند. ایشان به وی تفنگ و اسلحه آتشین داده و با وی به تجارت پرداخته و از وی در جنگ‌هایش حمایت نمودند. دریانورد معروف بریتانیایی کاپیتان جیمز کوک در آخرین دوره اقامتش در تاهیتی در حدود سال ۱۷۷۷، در چند نبردی که پوماره اول با رقبایش داشت از وی حمایت نموده و باعث برتری وی شد.